# إيرنيست وسيلستين
إيرنيست وسيلستين (بالفرنسية: Ernest et Célestine) فيلم رسوم متحركة فرنسي وبلجيكي لعام 2012 من إخراج ستيفان أوبيير وفنسنت باتار وبنيامين رينر، ويستند الفيلم إلى سلسلة من كتب الأطفال التي تحمل نفس الاسم والتي نشرتها الكاتبة والرسامة البلجيكية غابرييل فينسينت.
تم ترشيح الفيلم لأفضل فيلم رسوم متحركة في حفل توزيع جوائز الأوسكار السادس والثمانون.

## القصة
تعيش سيلستين (باولين بيرنر) في العالم السفلي للقوارض، في الملجأ تم إخبارها بالعالم السيء والوحشي والمخيف الذي يعيش به مجموعة من الدببة ولكن تتشكك سيلستين في صدق تلك القصص، وكان لدي سيلستين شغف بالرسم ولكنها تدرس طب الأسنان حيث إنها مهنة القوارض. في يوم من الأيام وبينما تقوم بمهمة لها في عالم الدببة يكتشفها دب يُدعى (لامبر ويسلون) ويعتزم أن يأكلها لكنها تخبره أنها سترشدة على سرداب به طعام وبالفعل يذهب إلى هناك معها وتنشأ بينهما علاقة قوية.

## وصلات خارجية
- إيرنيست وسيلستين على موقع IMDb (الإنجليزية)
- إيرنيست وسيلستين على موقع ميتاكريتيك (الإنجليزية)
- إيرنيست وسيلستين على موقع روتن توميتوز (الإنجليزية)
- إيرنيست وسيلستين على موقع نتفليكس (الإنجليزية)
- إيرنيست وسيلستين على موقع قاعدة بيانات الأفلام العربية
- إيرنيست وسيلستين على موقع ألو سيني (الفرنسية)
- إيرنيست وسيلستين على موقع Turner Classic Movies (الإنجليزية)
- إيرنيست وسيلستين على موقع أول موفي (الإنجليزية)
- إيرنيست وسيلستين على موقع بوكس أوفيس موجو (الإنجليزية)
- إيرنيست وسيلستين على موقع فيلمافينيتي (الإسبانية)